# 节奏大师
《节奏大师》是腾讯手机游戏平台推出的一款支持以微信和QQ账号登录音乐类手机游戏，同时也是微信支持的第四款手机游戏。由腾讯旗下光子工作室开发。在上线首日登上App Store中国榜第三位。
2021年2月5日，节奏大师宣布暂停运营，恢复运营时间2023年11月7日测试时间已出，為2022年12月26日-2023年1月3日(7天)。 已于2023年11月7日正式恢复运营

## 玩法
节奏大师玩法分为闯关模式、自由模式和星动模式。其中，自由模式的游戏模式为下落式，而星动模式的游戏模式为散点式。闯关模式曾只有下落式玩法，自2015年9月推出的2.5.5版本起新增散点式玩法的关卡。
节奏大师的下落游戏模式 key 数分别有 4 key、5 key、6 key 三种模式。难度模式分别有 简单、普通、困难 三种模式。

### 闯关模式
在该模式下，玩家可以通过不同的关卡，获得更高的分数。过关数、总分数可以与微信好友或QQ好友进行比拼。

### 自由模式
在该模式下，玩家可以自由选择可选的歌曲。而歌曲的评分可以与好友或全球玩家进行排名。

### 星动模式
在该模式下，玩家可以自由选择可选的歌曲。而歌曲评分将会统计于周总分中，好友间通过每周评分决出不同的擂主。
与闯关模式和自由模式不同的是，星动模式需要玩家的等级达到一定要求才会开放。

## 新版玩法
新版节奏大师分为单人和多人模式

### 单人模式
单人模式分为曲库，经典闯关，新曲实验室（限时），每日挑战，专辑挑战

### 多人模式
多人模式分为聚会和排位赛

## 判定

### 闯关模式、自由模式
在该模式下，屏幕中间会显示一个单词（判定）和一个数字（连击数）
连击数表示已经连续击中多少音符。当判定为M时，连击数重置为0，称连击中断（断连）。
单词能显示出来的有PERFECT(P)、GREAT(G)、MISS(M)，其中PERFECT分大P（金P、亮P）、小P（橙P、暗P）两种。然而判定不止这几种。
P分为P1、P2、P3、P4，P1独占大P，P2、P3、P4都显示小P。
漏键判定（L）分灰色漏键和钩子漏键两种，漏键不计入连击，但不会断连。
当面条或长滑条中途松手造成灰色漏键，未击中的音符全部判为L。如果面条漏掉超过两个音符，第一个L则会判为M。
当钩子滑条过早滑动，未击中的音符全部判为L。
道具和人物的MISS消除可以将M转化为G判定，道具和人物的GREAT消除可以将G转化为P4判定，人物的防漏键技能可以将M或最多一个L转化为G判定，人物的高级防漏技能可以将G或M或最多一个L转化为P4判定，人物的补全长条技能可以把灰色漏键造成的全部L和M判定转化为P4判定。
GREAT消除与高级防漏同时存在时发生G判定，优先消耗GREAT消除。防漏键（或高级防漏）与补全长条同时存在时发生灰色漏键，如果漏键1个优先消耗防漏键（或高级防漏），漏键多个触发补全长条。防漏键（或高级防漏）与MISS消除同时存在时发生M判定，优先消耗MISS消除（除非高级防漏存在）。道具与人物技能同时存在时，优先消耗道具。
判定的分值受到判定类型与连击数两方面的影响。
         P1  P2  P3  P4  G  L  M
1-20连击  ：200 183 173 163 80  0  0(并断连)
21-50连击 ：332 303 287 270 132 0  0(并断连)
51-100连击：466 426 403 379 186 0  0(并断连)
≥101连击 : 600 549 519 489 240 0  0(并断连)
满分公式（满键数至少为100）： 满分 = 600 × 满键数 - 22740

## 其他
游戏与吴莫愁、T-ara、五月天、陶喆、徐良、阿嬌、by2、黄鸿升、严爵等多名艺人或组合合作并在游戏首发时内置这些艺人的新歌。游戏上线首日由于登录人数太多，服务器数量不足导致微信无法登录、QQ登录不顺畅。并在上线次日暂时关闭Android用户登录。